# Klocka och hammare

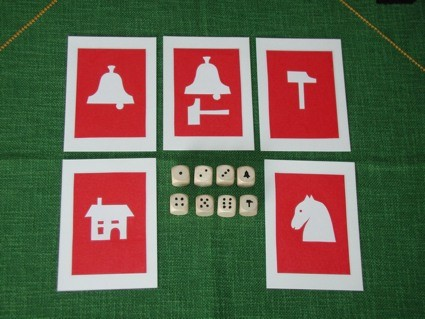
Klocka och hammare: tärningar och bildkort.

Klocka och hammare är ett tärningsspel, som spelas med speciella tärningar och i vilket delvis olika förutsättningar gäller för deltagarna. Spelet uppfanns i Wien omkring år 1800.
De åtta tärningar som ingår i spelet har fem blanka sidor vardera. Den sjätte sidan är märkt med respektive 1–6 ögon, en klocka och en hammare. Till spelet hör också fem bildkort, avbildande en vit häst, ett värdshus, en klocka, en hammare samt en klocka och en hammare ihop. Därutöver erfordras ett stort antal spelmarker, som innan spelets början fördelas jämnt bland deltagarna.
Spelet inleds med att deltagarna lägger överenskommet antal marker i potten. Därefter auktioneras bildkorten ut, och betalningen för dessa läggs också i potten. Det fortsatta spelet är indelat i två faser. I den första fasen turas spelarna om att kasta tärningarna, och efter varje kast, beroende på hur kastet utfallit och hur bildkorten är fördelade, inkasserar spelarna marker från potten eller betalar marker till varandra. Exempelvis ska den som kastat ögon + blanka sidor ta lika många marker ur potten som antalet ögon, medan den som kastat enbart blanka sidor ska betala 1 mark till innehavaren av kortet med den vita hästen.
Så snart någon spelare skulle vara berättigad till fler marker än vad som finns i potten, inträder spelets andra fas. Spelarna fortsätter att turas om att kasta tärningarna, men andra regler gäller för betalningarna än i första fasen. Spelet avslutas när någon spelare kastat blankt + en ögonsumma som exakt motsvarar antalet kvarvarande marker i potten.
Vinnare är den deltagare som innehar flest marker vid spelets slut eller den som efter tillräckligt många omgångar har samtliga marker i sin ägo.